# Nozomi
Nozomi (japanska: のぞみ, vilket betyder "önska" eller "hopp" och känd som Planet-B före uppskjutning) var planerad som en Mars-omloppsbane-aeronomisond. Rymdsonden sköts upp från Uchinoura Space Center, den 4 juli 1998. Den konstruerades av ISAS (Institute of Space and Astronautical Science), Tokyos universitet.
På grund av elektriska problem vid förbiflygningen av jorden den 20 december 1998, kunde farkosten inte nå Mars omloppsbana. Efter ytterligare två förbi flygningar av jorden, var man till slut på väg mot Mars.
Vid manövrar för att placera rymdsonden i omloppsbana runt Mars fick man återigen problem. Rymdsonden hamnade till slut i omloppsbana runt solen. Uppdraget skrotades den 31 december 2003.

## Rymdfarkosten och delsystem
Nozomi var designad för att studera Mars övre atmosfär och solens påverkan med solvindar och utveckla teknologin för framtida uppdrag. Det fanns speciella instrument på rymdfarkosten som mätte strukturen, sammansättning och dynamiken hos jonosfären, aeronomieffekten hos solvindar, utsläpp av atmosfäriska beståndsdelar, planetens magnetfält, penetrationen av solvind-magnetfältet, strukturen hos magnetosfären och damm i det övre atmosfären och i banan runt Mars. Uppdraget skulle också ha skickat bilder av Mars yta.
Nozomi var 0,58 meter hög, med formen av ett 1,6 kvadratmeter stort prisma med stympade hörn. På två motstående sidorna fanns det solpaneler som innehöll kiselsolceller som gav ström till rymdfarkosten direkt eller via Nickel-metallhydridackumulatorer. På den övre ytan fanns en parabol, och en drivenhet på bottenplattan. En 5 m utvecklingsbar mast och en 1 m lång utvecklingsbar bom fanns på de andra sidorna, tillsammans med två par tunna trådantenner som mätte 50 meter från spets till spets. Andra instrument fanns också längs sidorna på rymdfarkosten. Dess kommunikation skedde via X-bandet på 8410,93 MHz och S-band på 2293,89 MHz. 
De 14 instrumenten som fanns på Nozomi var en avbildningskamera, neutral masspektrometer, dammräknare, termisk plasmaanalysator, magnetometer, elektron och jon spektrumanalysinstrument, jonmasspektrograf, högenergipartikelinstrument, VUV avbildande spektrometer, ekolod och en plasmavågdetektor, LF-våg analysator, elektronisk temperatursond och en UV-skanner. Det totala massan för de Vetenskapliga instrumenten var 33 kg. För radioexperiment var det också möjligt att använda befintlig radioutrustning och en ultra stabil oscillator. Den totala massan av Nozomi vid start, inklusive 282 kg drivmedel var 540 kg. Kanada gav en termisk plasmaanalysator till sonden. Det var den kanadensiska rymdstyrelsens första medverkan i en interplanetarisk uppdrag.

### Fotnoter
1. ↑  ”NASA Space Science Data Coordinated Archive” (på engelska). NASA. https://nssdc.gsfc.nasa.gov/nmc/spacecraft/display.action?id=1998-041A. Läst 7 april 2020.